# 1956-os emlékmű (Makó)

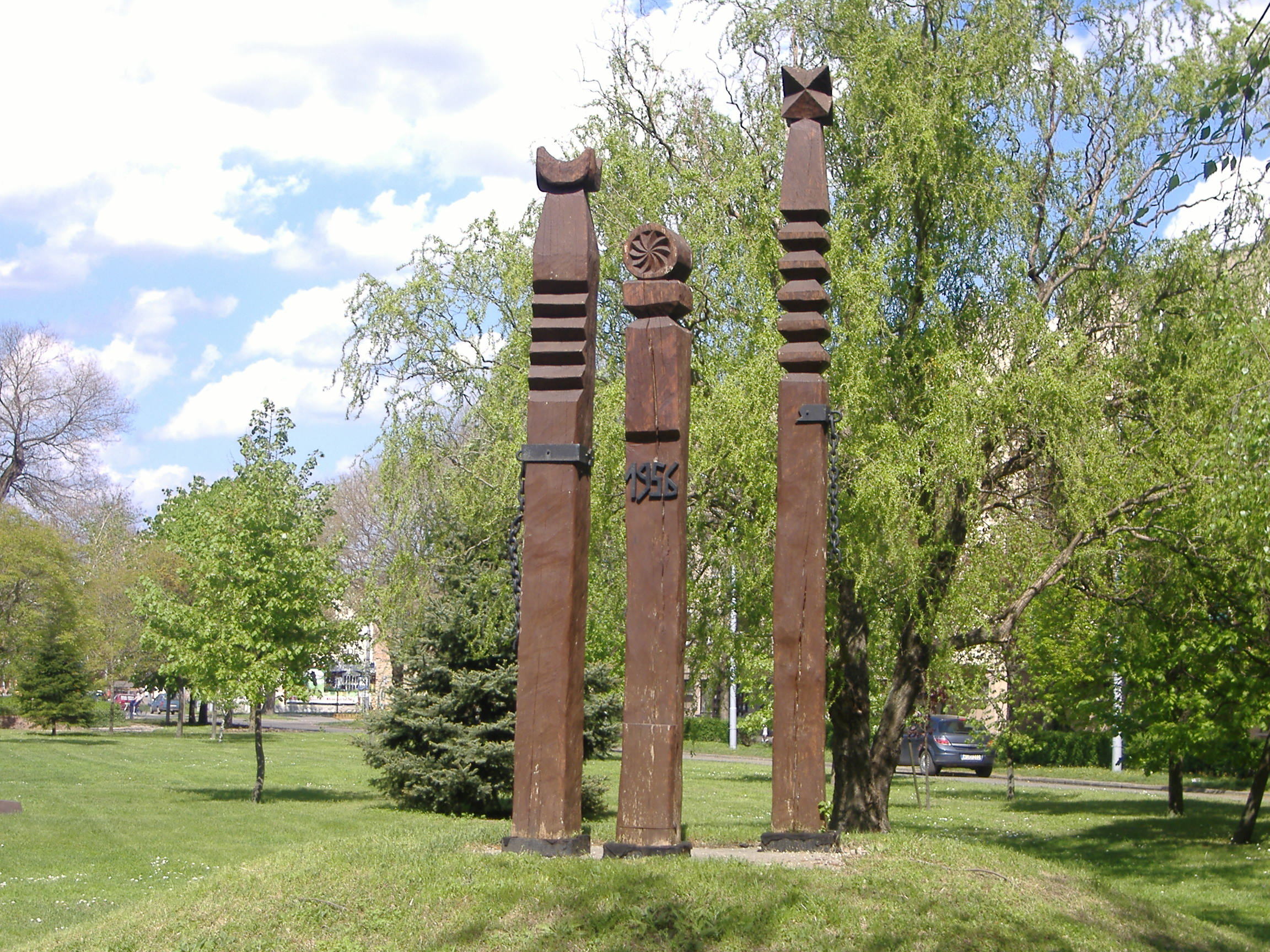
A makói emlékmű

A makói 1956-os emlékmű a forradalom és szabadságharc hőseinek állít emléket.
Tervezője Jámborné Balog Tünde, a város díszpolgára; az emlékművet Szügyi László kivitelezte. 1996-ban, az esemény negyvenedik évfordulóján állították föl. A Nosztalgia park dombján álló bárdolt felületű, puritán kopjafák erőt és ünnepélyességet sugároznak. A monumentálisnak ható emlékművön széttört bilincs függ, ami a zsarnokság fölötti győzelem jelképe. Felirata:
"A kommunizmus áldozatainak emlékére 1944-1956"
Október 23-án az 1956-os forradalom, február 25-én a kommunista diktatúrákra való megemlékezés fő emlékhelye.